# Авеню Ю (линия Си-Бич, Би-эм-ти)
|   |   |   |   |   |   |
| · | · | · | · | · | · |

|   |   |   |   |   |   |
| · | · | · | · | · | · |

«Авеню Ю» (англ. Avenue U) — станция Нью-Йоркского метрополитена, расположенная на линии Си-Бич, Би-эм-ти. Станция находится в Бруклине, в округе Грейвсент, на пересечении Западной 7-й улицы с авеню Ю. На станции останавливаются маршруты N (круглосуточно) и W (часть рейсов в часы пик в пиковом направлении).

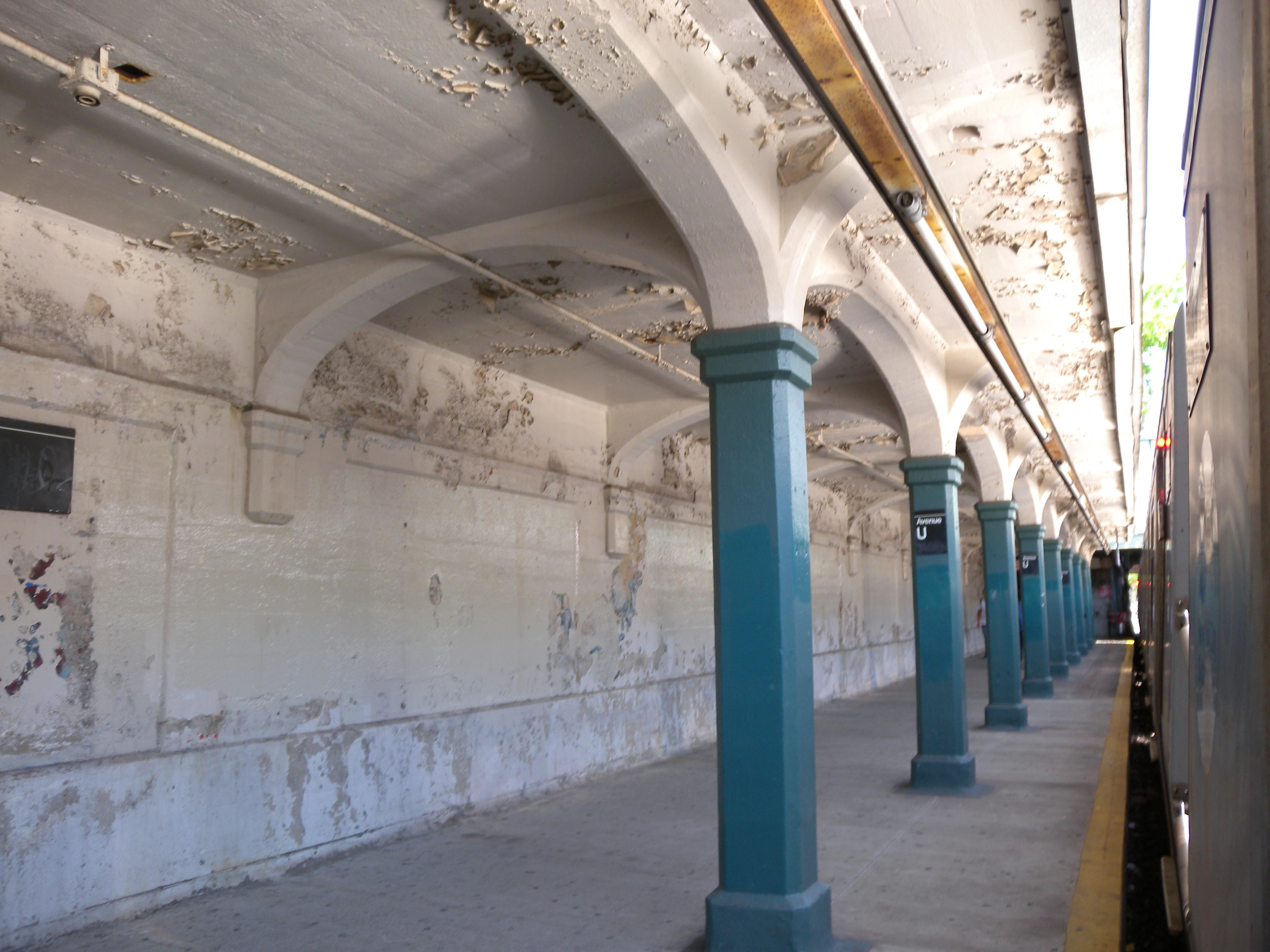
Западная платформа (на Кони-Айленд — Стилуэлл-авеню)

Станция наземная, расположена на четырёхпутной линии и представлена двумя боковыми платформами, обслуживающими только внешние (локальные) пути. Два центральных экспресс-пути не используются для маршрутного движения поездов, и за всю историю подземки использовались только в 1967 — 1968 годах час пиковым суперэкспрессом NX. Платформы соединены надземным пешеходным переходом. Платформы на всем протяжении оборудованы навесом. Стены окрашены в бежевый, а колонны в синий цвет. В 2005 году станция была занесена в национальный список исторических мест.
Станция имеет два выхода, оба из которых представлены лестницами и вестибюлем с турникетным павильоном. Основной выход расположен в южной части станции и приводит к перекрёстку Западной 7-й улицы с авеню Ю. Второй выход расположен с северного конца платформ и приводит к перекрёстку Западной 7-й улицы с авеню Ти. Этот выход представлен только полноростовыми турникетами и работает только на выход пассажиров со станции.